# Souvenirs de Reims
Souvenirs de Reims est un roman de Roger Laporte paru en 1972 aux éditions Fata Morgana et ayant reçu le tout premier prix France Culture créé en 1979.

## Éditions
- Souvenirs de Reims, éditions Fata Morgana, 1972